# Lophopetalum littorale
Lophopetalum littorale är en benvedsväxtart som beskrevs av Kurz. Lophopetalum littorale ingår i släktet Lophopetalum och familjen Celastraceae. Inga underarter finns listade.